# Saint-Uniac
Saint-Uniac (bretonisch: Sant-Tewiniav, Gallo: Saent-Tuniau) ist eine französische Gemeinde mit 1.757 Einwohnern (Stand: 1. Januar 2022) im Département Ille-et-Vilaine in der Region Bretagne; sie gehört administrativ zum Arrondissement Rennes und ist Teil des Kantons Montauban-de-Bretagne. Die Einwohner werden Saint-Uniacais genannt.

## Geographie
Saint-Uniac liegt etwa 26 Kilometer westnordwestlich von Rennes. Umgeben wird Saint-Uniac von den Nachbargemeinden Montauban-de-Bretagne im Norden, Iffendic im Süden und Osten sowie Boisgervilly im Westen.

## Bevölkerungsentwicklung
| Jahr                      | 1962 | 1968 | 1975 | 1982 | 1990 | 1999 | 2006 | 2013 |
| ------------------------- | ---- | ---- | ---- | ---- | ---- | ---- | ---- | ---- |
| Einwohner                 | 260  | 236  | 233  | 274  | 344  | 350  | 428  | 514  |
| Quelle: Cassini und INSEE |      |      |      |      |      |      |      |      |

## Sehenswürdigkeiten
- Kirche Saint-Uniac
- Herrenhaus Quénétain mit Taubenturm

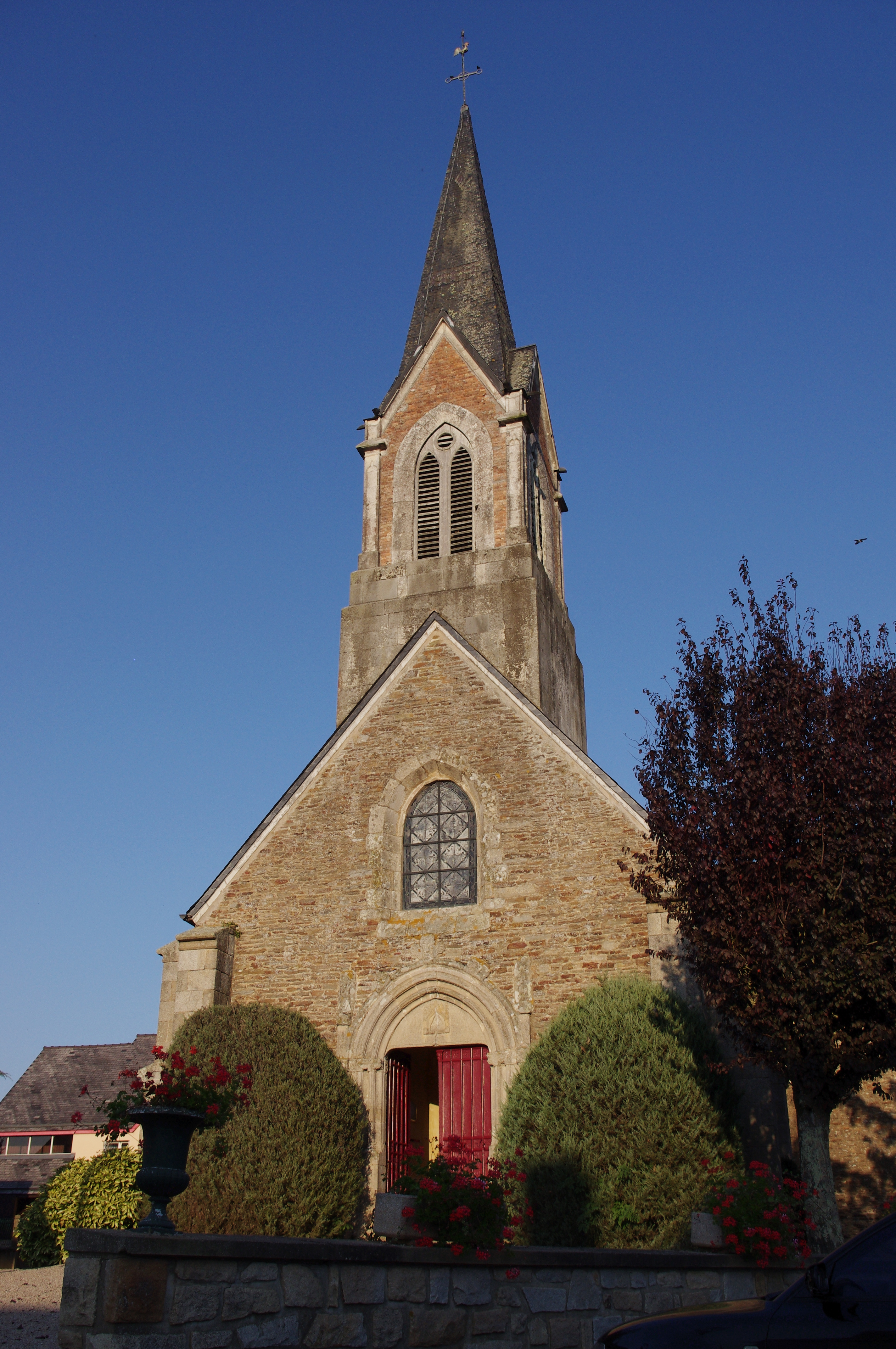
Kirche Saint-Uniac
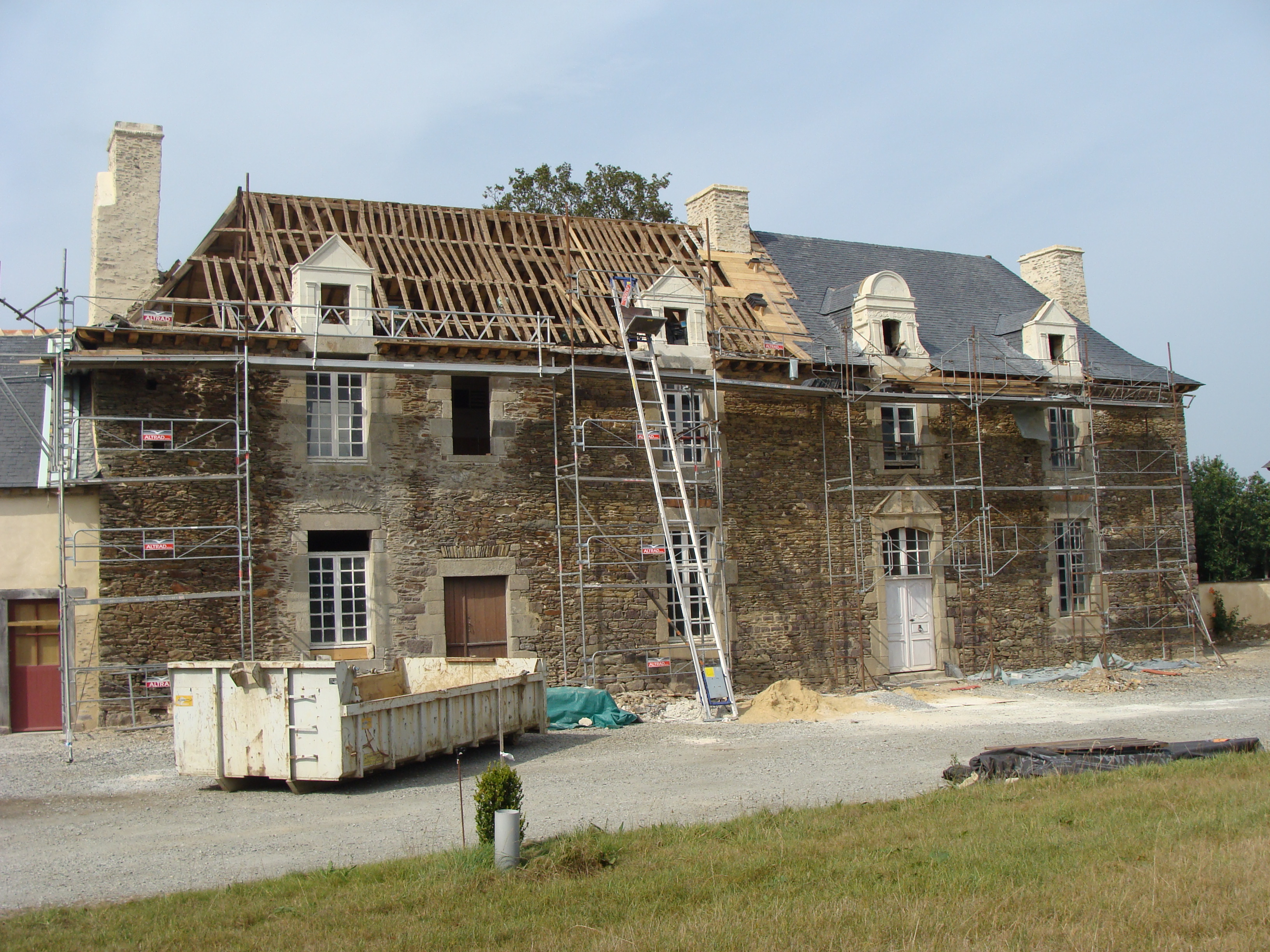
Herrenhaus Quénétain